# Joseph Rwegasira
Joseph Clemence Rwegasira (21 de março de 1935 – 4 de março de 2016) foi um político e diplomata tanzaniano. Rwegasira, um ex-membro da Assembleia Nacional para Constituinte Nkenge, serviu como Ministro das Relações Exteriores de 1993 a 1995. Ele também ocupou as carteiras do governo de Ministro do Comércio e Indústria e Ministro do Trabalho e Desenvolvimento da Juventude em vários momentos durante sua carreira política. Além disso, ele também serviu como um Comissário Regional para Dar es Salaam ao mesmo tempo.
Rwegasira tinha servido como embaixador da Tanzânia para a vizinha Zâmbia.
Rwegasira morreu no Hospital Nacional Muhimbili (MNH) em Dar es Salaam, Tanzânia, no dia 4 de março de 2016, aos 81 anos. Ele foi enterrado em sua aldeia natal de Bugombe-Kanyigo, Distrito de Misenyi, Kagera, no dia 8 de março de 2016.